# 1809 ve fotografii
Tento článek obsahuje významné fotografické události v roce 1809.

## Narození v roce 1809
- 11. února – Karl Bodmer, švýcarsko-francouzský fotograf († 30. října 1893)
- 5. března – Paul Jeuffrain, francouzský fotograf († 5. června 1896)
- 10. dubna – Wilhelm Horn, malíř a fotograf († 15. října 1891)
- 13. července – John Plumbe, fotograf a železniční stavitel († 28. května 1857)
- 3. října – Thomas Martin Easterly, americký fotograf († 12. března 1882)
- 19. října – Eduard Isaac Asser, nizozemský průkopník fotografie († 21. září 1894)
- 12. prosince – John Adamson, skotský fyzik a fotograf († 11. srpna 1870)
- 19. prosince – Carl Christian Hansen, dánský fotograf a průkopník fotografie († 1891)
- ? – Robert Cornelius, americký průkopník fotografie († 1893)
- ? – Hugh Welch Diamond, průkopník britské psychiatrie a fotograf († 21. června 1886)
- ? – Sinibaldo de Mas, španělský diplomat a fotograf († 1868)
- ? – Fermín Isaza, kolumbijský malíř a fotograf. Byl prvním Kolumbijcem, který si v září 1848 otevřel fotografický ateliér v Medellínu. (1809–1887)
- ? – John Murray, skotský vojenský lékař, chirurg a fotograf. Jako lékař britské Východoindické společnosti fotografoval v Indii od konce 40. let do začátku 50. let 19. století. (1809–1898)